# 郁文 (1918年)
郁文（1918年12月—2010年4月1日），原名孙保安，河北满城人，中国共产党及中华人民共和国官员。中共中央宣传部常务副部长，中国社会科学院党组书记、副院长。

## 生平
1936年加入中华民族解放先锋队。1937年2月加入中国共产党，历任《新中华报》、《解放日报》采访通讯部主任，《晋绥日报》采访通讯部主任兼新华社晋绥总分社社长，中共西安市委宣传部副部长。中华人民共和国成立后，历任新疆日报社社长，新疆省文教委员会副主任委员，中共中央新疆分局宣传部副部长。
1952年底，调到中国科学院，历任干部局局长、副秘书长、秘书长。1955年初，任中国科学院干部局局长兼机关党总支书记。1955年底，中国科学院机关党总支改为中国科学院机关党委，郁文任机关党委书记。1965年5月，经中共中央批准，中国科学院党组改为中国科学院党委，并成立政治部，郁文任院党委委员、政治部主任。1979年7月，方毅任中国科学院院长、院党组书记，李昌、胡克实、郁文任院党组副书记。1958年9月至1963年4月，郁文任中国科学技术大学首任党委书记。
1982年，任中共中央宣传部常务副部长兼中央对外宣传小组副组长。1989年，任中国社会科学院党组书记、副院长。
郁文是第六届、第七届全国人大常委会委员、民族委员会副主任委员，中共十二大、中共十四大代表。
2010年4月1日，郁文在北京病逝，享年92岁。

## 家庭
- 子：孙晓郁